# Barselstuen
Barseltuen is een toneelstuk geschreven door Ludvig Holberg. Holberg schreef deze vijfakter in 1723, een jaar later werd het uitgegeven, maar het was toen al uitgevoerd. Barseltuen (De kraamkamer), een komedie, speelt zich af in een kraamkamer alwaar de hoogzwangere vrouw ligt te wachten op de bevalling. Allerlei genode en ongenode gasten vervelen de vrouw zo, dat de ergernis daarover groter is dan de pijn van de weeën. Tegelijkertijd speelt zich het verhaal af of de benoemde vader ook de echte vader is van het kind. Het is een komen en gaan van mensen, er zijn 21 rollen voor vrouwen, 16 voor mannen.
De première van Barselstuen vond plaats op 1 oktober 1723 in het Theater van Lille Grønnegade in Kopenhagen.